# Every Man a King (canção)
“Every Man a King” é uma canção coescrita pelo governador da Louisiana e senador dos Estados Unidos Huey Long e Castro Carazo. Long era conhecido por seu slogan político “Every man a king” (Todo homem é um rei), que também é o título de sua autobiografia de 1933 e o slogan de sua proposta “Compartilhe nossa riqueza” durante a Grande Depressão. A letra da música inclui as frases “Com castelos, roupas e comida para todos / Tudo pertence a você”. A música foi coescrita em 1935 por Huey Long e Castro Carazo, diretor da banda da Louisiana State University, ex-líder da orquestra do Roosevelt Hotel em Nova Orleans, trazido para a LSU pelo próprio Long.

## Origem
A frase “Todo homem é um rei, mas ninguém usa coroa” foi adotada do candidato presidencial democrata William Jennings Bryan. Long também usou a frase como slogan político e como título de sua autobiografia.

## Letra da música
Por que chorar ou dormir, América?

Terra dos bravos e verdadeiros

Com castelos, roupas e comida para todos

Tudo pertence a você

Cada homem é um rei! Cada homem é um rei!

Pois você pode ser milionário

Mas há algo que pertence aos outros

Há o suficiente para todas as pessoas compartilharem

Quando é junho ensolarado e dezembro também

Ou no inverno ou na primavera

Haverá paz sem fim!

Cada vizinho é um amigo

Com cada homem sendo um rei!

## Gravações
A música foi gravada pelos Louisiana Boys em janeiro de 1935 (Bluebird B-5840). e novamente pelos Louisiana Ramblers em outubro de 1935, poucas semanas após a morte de Long (Decca 5151).
O cantor e compositor Randy Newman gravou a música em seu álbum Good Old Boys, de 1974.